# Maurycy Moszkowski
Maurycy Moszkowski, Moritz Moszkowski (ur. 23 sierpnia 1854 we Wrocławiu, zm. 4 marca 1925 w Paryżu) – niemiecko-polski kompozytor, pianista, dyrygent i pedagog pochodzenia polsko-żydowskiego.

## Życiorys
Jego rodzice przybyli do Wrocławia z Pilicy koło Zawiercia w roku 1852. Zyskał sławę jako pianista-wirtuoz oraz dyrygent. Skomponował kilkaset utworów wirtuozowskich (głównie na fortepian). Utwory te były w owych czasach chętnie grywane przez znanych pianistów. Kompozycje pedagogiczne do dziś są wykorzystywane w nauczaniu młodzieży i publikowane.
Studiował w Dreźnie oraz w konserwatorium w Berlinie. Tam zadebiutował jako pianista w roku 1873. Został pedagogiem tejże Akademii w wieku zaledwie 18 lat. W 1897 roku zamieszkał w Paryżu, a w 1899 został członkiem Berlińskiej Akademii Sztuk.

## Kompozycje

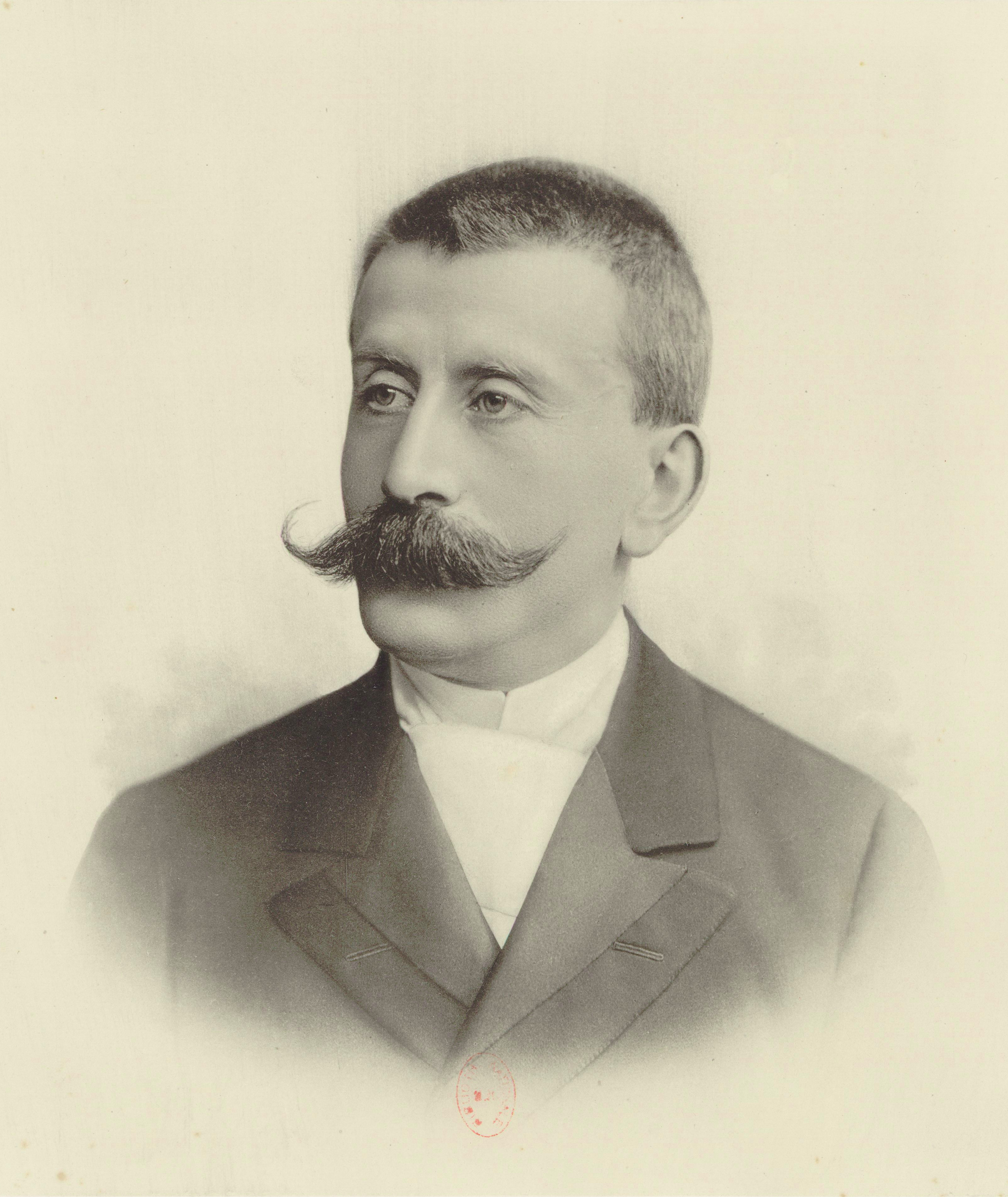
Maurycy Moszkowski

- 1892: Boabdil, ostatni król Maurów (Opera w 3 aktach)
- 1896: Laurin (Balet)
- Op. 3 Koncert fortepianowy h-moll
- Op. 10 Nr 1 Melodia
- Op. 10 Nr 3 Mazurek
- Op. 11 Polonez
- Op. 12 Tańca hiszpańskie
- Op. 15 Nr 1 Serenada
- Op. 16 Ballada g-moll
- Op. 17 Nr 2 Menuet
- Op. 18 Etiuda
- Op. 19 „Jeanne d'Arc”
- Op. 25 pięć utworów, tańce niemieckie na duet fortepianowy
- Op. 30 Koncert skrzypcowy C-dur
- Op. 36 8 utworów charakterystycznych (na fortepian)
- Op. 43 Polskie tańce ludowe na duet fortepianowy
- Op. 58 Nr 3 Près du Berceau
- Op. 59 Koncert fortepianowy E-dur op. 53
- Op. 65 Nowe tańce hiszpańskie na duet fortepianowy
- Op. 71 Suita na dwoje skrzypiec i fortepian
- Op. 72 15 etiud wirtuozowskich
- Op. 77 Romance sans paroles
- Op. 83 Sześć utworów
  - Nr 1 Elégia
  - Nr 2 Sur l'Eau
  - Nr 3 Vieux Pastel
  - Nr 4 Canon
  - Nr 5 Chanson populaire
  - Nr 6 Chanson napolitaine
- Op. 85 Preludium i fuga na orkiestrę smyczkową
- Op. 89 Nr 2 Valse mignonne
- Op. 91 Pięć małych etiud
- Op. 92 Etiudy na lewą rękę
- Etiuda Nr 11 As-dur
- Valse brillante
- bez nr opusu Valse mignonne